# Painlevétranscendenter
Inom matematiken, närmare bestämt inom teorin för komplexa differentialekvationer är Painlevétranscendenterna en klass av differentialekvationer vars lösningar kan användas för att uttrycka lösningarna till samtliga komplexa differentialekvationer med rationella koeffecienter sådana att deras rörliga singularieter är poler.

## Ursprung
Painlevétranscendenterna har sitt ursprung i teorin för speciella funktioner. Denna teori studerar funktioner som är lösningar till differentialekvationer med goda egenskaper, till exempel egenskapen att de rörliga singulariteterna, det vill säga de singulariteter vars position beror på initialvärderna för differentialekvationen, är poler och inte essentiella singulariteter. Exempel på funktioner i denna klass är de elliptiska funktionerna. Painleve, tillsammans med ett antal elever, initierade en systematisk studie av dessa differentialekvationer, och fann att de genom vissa transformationer kunde reduceras till någon av femtio olika normalformer. Av dessa femtio finns 6 som är sådana att deras lösningar inte kan uttryckas i termer av lösningar från ett mindre antal ekvationer. Dessa sex ekvationer kallas för Painleve I-VI.

## Transcendenterna
- I (Painlevé):

{\displaystyle {\frac {d^{2}y}{dt^{2}}}=6y^{2}+\lambda t}
- II (Painlevé):

{\displaystyle {\frac {d^{2}y}{dt^{2}}}=2y^{3}+ty+\mu }
- III (Painlevé):

{\displaystyle ty{\frac {d^{2}y}{dt^{2}}}=t\left({\frac {dy}{dt}}\right)^{2}-y{\frac {dy}{dt}}+at+by+cy^{3}+dty^{4}}
- IV (Gambier):

{\displaystyle y{\frac {d^{2}y}{dt^{2}}}={\frac {1}{2}}\left({\frac {dy}{dt}}\right)^{2}-{\frac {1}{2}}a^{2}+2(t^{2}-b)y^{2}+4ty^{3}+{\frac {3}{2}}y^{4}}
- V (Gambier):

{\displaystyle t^{2}(y-y^{2}){\frac {d^{2}y}{dt^{2}}}={\frac {1}{2}}t^{2}(1-3y)\left({\frac {dy}{dt}}\right)^{2}-ty(1-y){\frac {dy}{dt}}+ay^{2}(1-y)^{3}+b(1-y)^{3}+cty(1-y)+et^{2}y^{2}(1+y)}
- VI (R. Fuchs):

{\displaystyle {\frac {d^{2}y}{dt^{2}}}={\frac {1}{2}}\left({\frac {1}{y}}+{\frac {1}{y-1}}+{\frac {1}{y-t}}\right)\left({\frac {dy}{dt}}\right)^{2}-\left({\frac {1}{t}}+{\frac {1}{t-1}}+{\frac {1}{y-t}}\right){\frac {dy}{dt}}+{\frac {y(y-1)(y-t)}{t^{2}(t-1)^{2}}}\left(\alpha +\beta {\frac {t}{y^{2}}}+\gamma {\frac {t-1}{(y-1)^{2}}}+\delta {\frac {t(t-1)}{(y-t)^{2}}}\right)}